# Svartsjön (Torsåkers socken, Gästrikland)
Svartsjön är en sjö i Hofors kommun i Gästrikland och ingår i Dalälvens huvudavrinningsområde.